# Епископ шабачко-ваљевски Сергије
Сергије (световно Милан Георгијевић; Београд, 1869 — Београд, 9. јул 1922) је био епископ Српске православне цркве.

## Биографија
Епископ Сергије је рођен у Београду 1869. од оца Атанасија, секретара Београдске конзисторије, и мајке Јелене. Нижу гимназију је завршио у Београду, семинарију и Духовну академију у Петрограду.
Монашки чин је примио у Русији. По повратку из Русије 1896. одликован је достојанством синђела и постављен за суплента богословије и вероучитеља у првој и трећој београдској гимназији. Протосинђелом је постао 1902, а архимандритом 1905. године, када је постављен за старешину Српског подворја у Москви.
Пре поласка на нову дужност изабран је за епископа шабачког. Хиротонисан је у београдској Саборној цркви 22. септембра 1905. За време Првог светског рата је три године провео у бугарском ропству. Пензионисан је по својој молби 22. јуна 1919.
Умро је у Београду, у болници за душевне болести, 9. јула 1922. године.